# Saverio Cannistrà
Saverio Antonio Gennario Cannistrà, O.C.D. (Catanzaro, 3 de outubro de 1958) é um frei e prelado italiano da Igreja Católica. Foi Superior-geral da Ordem dos Carmelitas Descalços de 2009 a 2021. Desde 2025, é o arcebispo da Arquidiocese de Pisa.

## Vida
Saverio Cannistrà estudou línguas e literatura românicas na Scuola Normale Superiore di Pisa e obteve seu doutorado em teologia dogmática pela Pontifícia Universidade Gregoriana de Roma. Ele lecionou no Colégio Teresianum dos Carmelitas Descalços, em Roma, e foi professor de Cristologia e Antropologia Teológica na Faculdade de Teologia da Itália Central (Facoltà Teologica dell'Italia Centrale FTIC), em Florença.
Ele ingressou na ordem dos Carmelitas Descalços em 1985 e fez seus votos em 1990. Foi ordenado sacerdote em 1992, na igreja de San Torpé em Pisa, pelo arcebispo Alessandro Plotti. Foi Provincial do Carmelo Teresiano, na província italiana da Toscana.
Em 20 de abril de 2009, foi eleito o novo Geral da Ordem dos Carmelitas Descalços no 90º Capítulo Geral da Ordem dos Carmelitas Descalços, na Domus Carmeli em Fátima, com a presença de mais de 100 membros da ordem de 80 nações. Ele sucedeu Luis Aróstegui. Em 7 de maio de 2015, Cannistrà foi reeleito superio-geral dos Carmelitas para outro mandato de 6 anos no 91º Capítulo Geral dos Carmelitas em Ávila.
Em 8 de julho de 2019, o Papa Francisco o nomeou membro da Congregação para os Institutos de Vida Consagrada e Sociedades de Vida Apostólica por um período de cinco anos.
Até sua nomeação arquiepiscopal, era membro do Conselho Presbiteral da Arquidiocese de Florença e Vigário Paroquial na Basílica de São Pancrácio, em Roma.

### Ministério episcopal
Em 6 de fevereiro de 2025, o Papa Francisco o nomeou Arcebispo Metropolitano de Pisa, sucedendo a Giovanni Paolo Benotto, que renunciou ao atingir o limite de idade. Ao mesmo tempo, ele também ocupa o cargo honorário de Primaz da Sardenha e da Córsega. No dia 11 de maio recebeu a ordenação episcopal na Catedral de Pisa, de seu antecessor, Giovanni Paolo Benotto, assistido por Kamal Fahim Awad Boutros Hanna, bispo emérito da diocese copta de Minya e pelo cardeal Augusto Paolo Lojudice, arcebispo de Arquidiocese de Siena-Colle di Val d'Elsa-Montalcino. Na mesma celebração tomou posse da arquidiocese.